# Château de Brinches
 (avril 2016).
Si vous disposez d'ouvrages ou d'articles de référence ou si vous connaissez des sites web de qualité traitant du thème abordé ici, merci de compléter l'article en donnant les références utiles à sa vérifiabilité et en les liant à la section « Notes et références ».
Le château de Brinches est situé à Villemareuil (Seine-et-Marne) en France.

## Historique
Dès 1648, les registres mentionnent Charles II de Lorraine (duc d'Elbeuf), qui fit bâtir le château en 1650. Son fils François-Marie lui succède.
À la suite d'un incendie en 1757 le château est détruit. Deux corps de bâtiment disparaissent, ainsi que la chapelle.
La famille d’Epinoy prend ensuite possession du domaine pendant un siècle. Il est légué en 1751 à la gouvernante de Louis XVI, Mme de Marsan (petite fille de la princesse d’Epinoy et dernière titulaire de la Seigneurie de Villemareuil avec ses frères).
Au moment de la Révolution, le château est confisqué et vendu comme bien national. Aux XIXe et XXe siècles, il est l'apanage de la famille d'Avène, dont le vicomte est également le maire du village au début du XXe siècle. 
Le château est présenté aux enchères pour 45 000 francs en 1862. 
Il est restauré à la fin du XIXe siècle.